# 前山 (上田市)
前山（まえやま）は、長野県上田市の地名（大字）。 「未完成の完成塔」（三重塔、国の重要文化財）で知られる前山寺（ぜんさんじ）がある。

## 地理

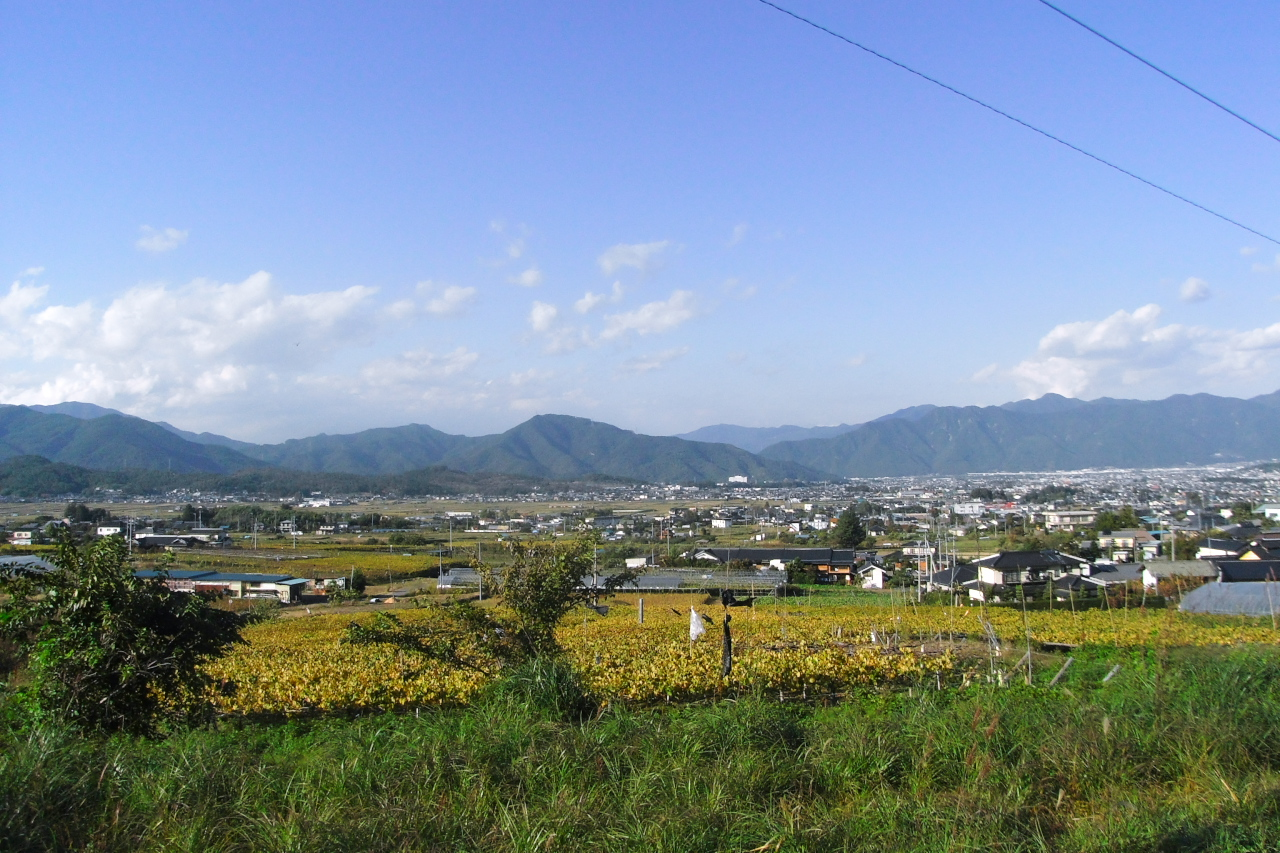
塩野池付近より塩田平を見下ろす

上田電鉄別所線・塩田町駅の南に位置する。北は新町・十人・本郷、東は古安曽、南は丸子地域（旧・小県郡丸子町）の平井、西は手塚に接する。
南部は独鈷山（標高1266.4メートル）と、それに連なる山地となっている。そこから神戸川・塩野川がそれぞれ扇状地を形成しつつ北流し、産川へと注ぐ。産川は町域の西縁を北流し、手塚との境をなす。上流には野倉にまたがって沢山池があり、塩田平のため池群の水源となっている。
東の神戸川筋に「東前山」、西の塩野川筋に「西前山」の集落がある。東前山には三重塔で知られる前山寺があり、その奥の院である岩屋堂が神戸川の水源地に建立され、信仰を集めた。塩田城の城下町として発展し、現代では工場の進出も見せている。一方、西前山は塩野神社・中禅寺の門前町（鳥居前町）として発展。ため池の塩野池があり、稲作のほか、養蚕業で栄えた。
- 山：独鈷山
- 河川：産川
- 湖沼：沢山池、塩野池（ため池）

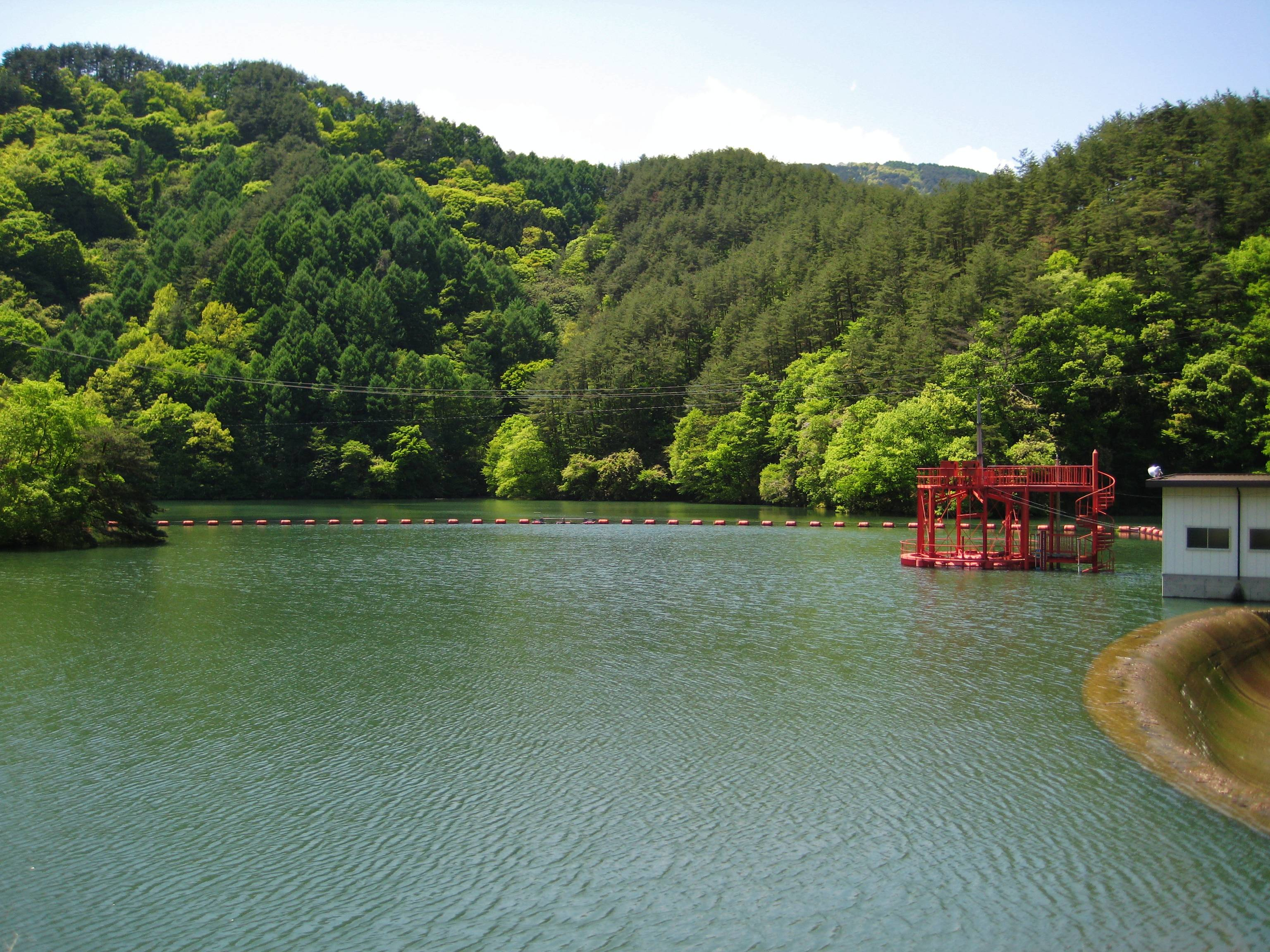
沢山池
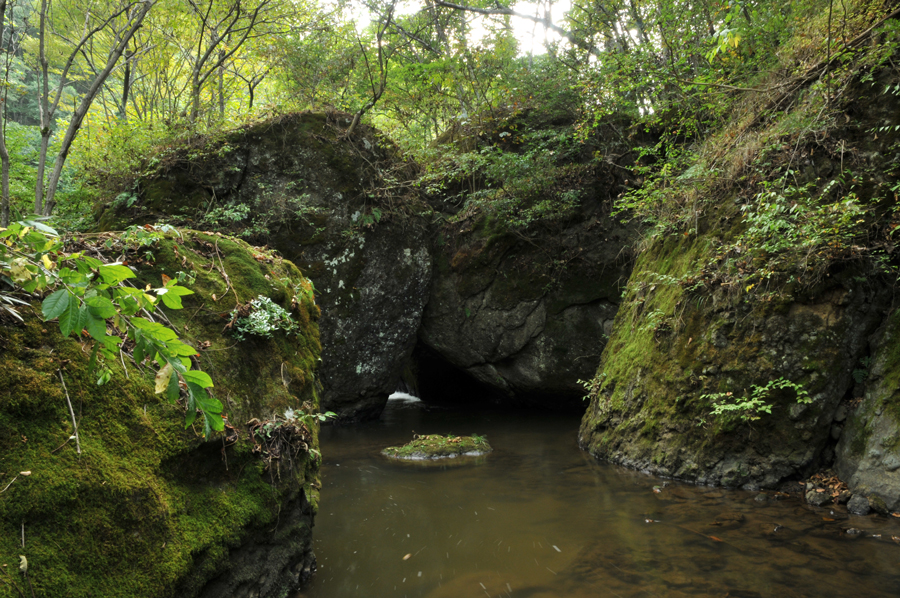
鞍が淵（産川）

## 歴史

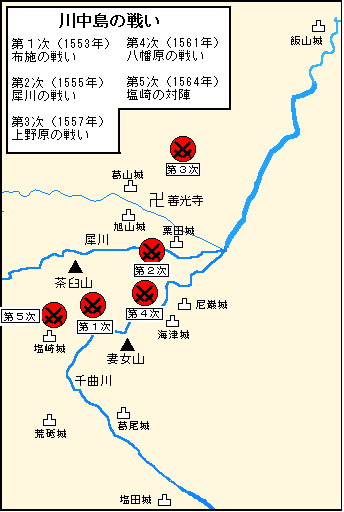
川中島の戦い合戦地の地図。武田氏は塩田城（地図下）を信濃侵攻の足がかりとして重要視していた。

### 沿革
- 小県郡前山村を前身とする。古くは「魔山」とも[9]。鎌倉時代、北条（塩田）義政によって塩田城が築かれる。同城はその後、室町時代に信濃村上氏が、戦国時代には武田氏が支配し、武田氏滅亡後は上田城築城に伴い廃城となった[10]。江戸時代は上田藩領。寛永15年に東前山村と西前山村に分割されたが、郷帳上では従来通り一括りにして扱われた[9]。
- 1874年（明治7年） - 東前山村と西前山村が合併し、前山村となる[9]。
- 1889年（明治22年）4月1日 - 町村制の施行により、山田村・野倉村・手塚村・十人村・新町・前山村の区域をもって西塩田村が発足。旧村域は西塩田村大字前山となる[9]。
- 1956年（昭和31年）5月1日 - 西塩田村が別所村・東塩田村・中塩田村と合併して塩田町が発足。塩田町大字前山となる[9]。
- 1970年（昭和45年）4月1日 - 塩田町が上田市に編入。上田市大字前山となる[9]。
- 2006年（平成18年）3月6日 - （旧）上田市・真田町・武石村と合併し、（新）上田市が発足。上田市前山となる[11]。

## 世帯数と人口
2019年（令和元年）8月1日現在の世帯数と人口は以下の通りである。
| 大字 | 世帯数  | 人口    |
| ---- | ------- | ------- |
| 前山 | 449世帯 | 1,078人 |

### 人口の変遷
| 2005年（平成17年） | 1,224人 | [ 12 ] |  |
| 2010年（平成22年） | 1,162人 | [ 12 ] |  |
| 2015年（平成27年） | 1,146人 | [ 12 ] |  |

## 経済・産業

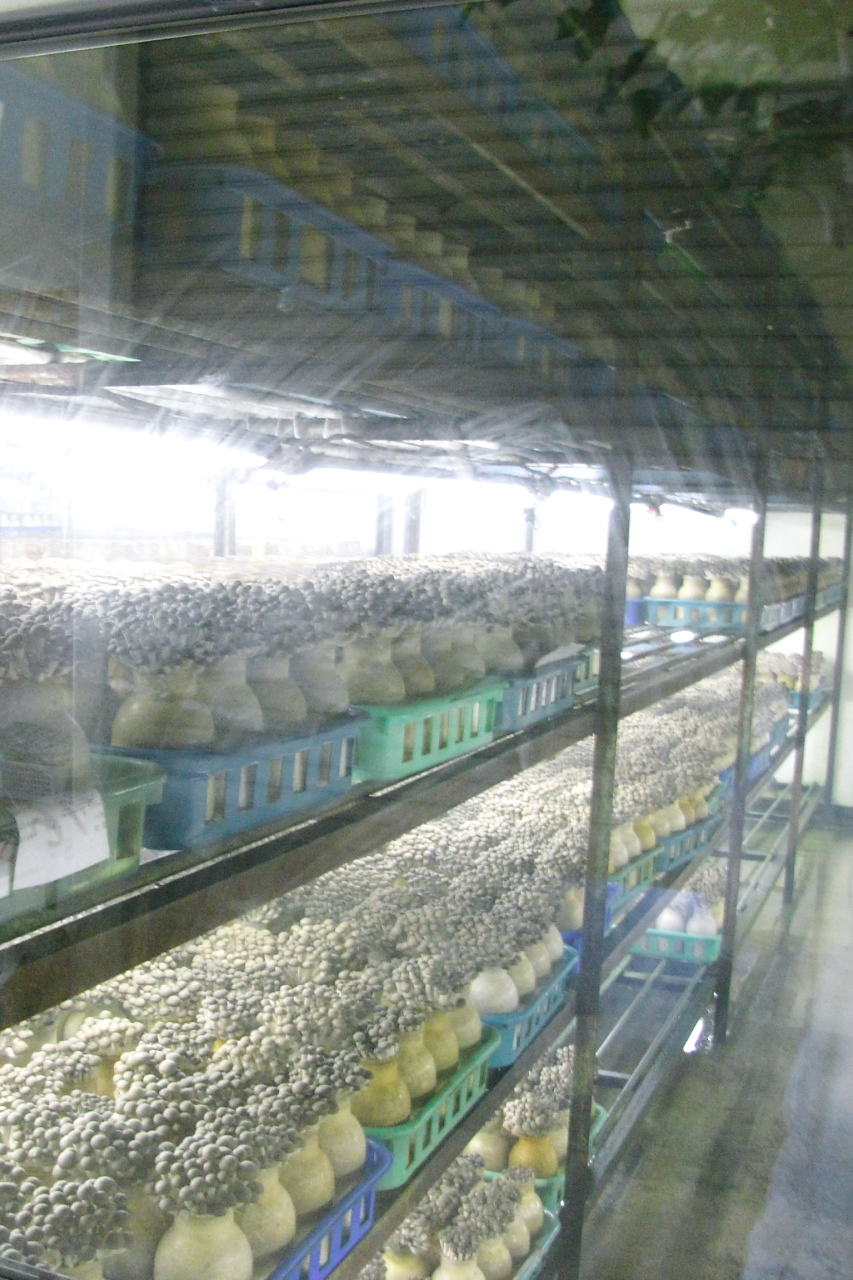
キノコ栽培（きのこむら深山）

塩野池を利用した稲作のほか、江戸時代中期から養蚕業が広まった。幕末からは蚕種製造業も見られるようになり、独鈷山の山腹に蚕種保存用の風穴が作られた。1882年（明治15年）、前山銀行設立。昭和恐慌後、果物および薬用ニンジンの栽培が導入。昭和40年代以降、東前山ではブドウ、西前山では薬用ニンジンの栽培が広まる。兼業農家の増加もこの頃からである。
1945年（昭和20年）、現在のオルガン針株式会社が日本軍の命令を受けて東京から疎開、現在の前山1番地に本社および工場を構えている。

## 交通
- 長野県道82号別所丸子線 - 町域の北部を東西に走る[7]。

北部に「東前山」バス停留所があり、上田バス「東塩田線（下之郷駅〜塩田町駅〜川西医院）」が運行されている。中部には「押出」（古安曽との境）・「本町」・「宮本町」・「西前山」・「中原」バス停留所があり、上田バス「東塩田線（さくら高校前〜下之郷駅）」が運行されている。このほか塩田町駅方面から「信州の鎌倉シャトルバス」が運行されており、前山寺を始めとする観光名所を巡回し、別所温泉方面へとつながっている。
沢山池の南方に梅ノ木峠があり、内村川流域へと通じているが、未整備。

## 施設
- 上田市塩田公民館東前山分館・西前山分館[17]

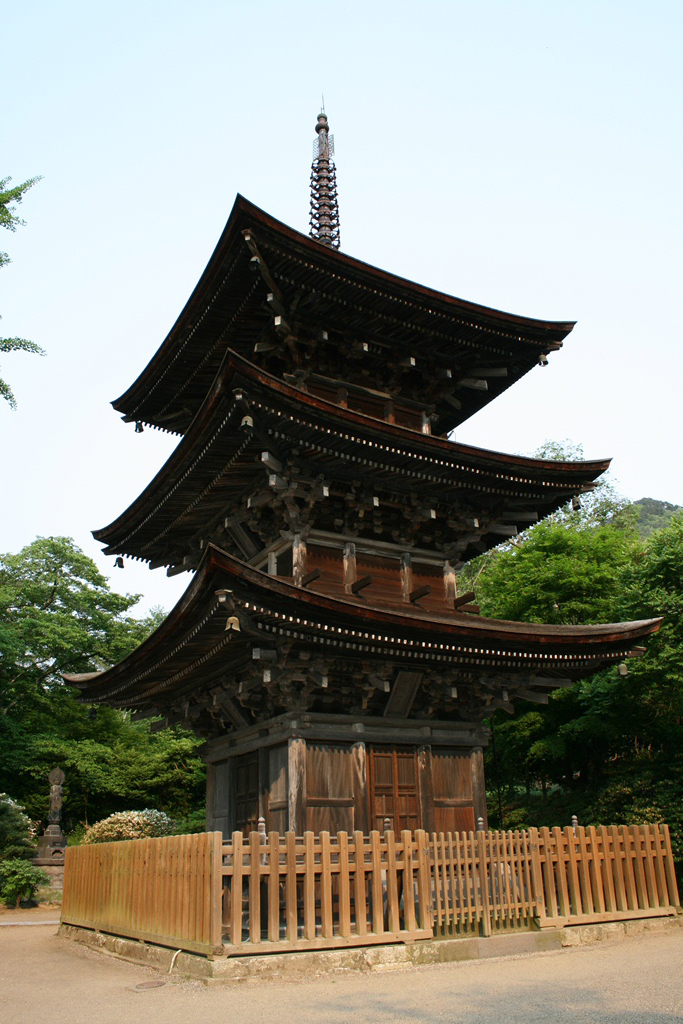
前山寺三重塔

- 上田市多目的研修集会施設前山会館（前山412番地2） - 上田市コミュニティ施設条例に基づき、「農山村地域の交流の場を整備し、農林業の振興及び地域の活性化を図る」（引用）ことを目的に設置された施設[18]。
- 上田市塩田の郷マレットゴルフ場（前山2400番地1） - 上田市のマレットゴルフ場。芝3コース、54ホール、パー216。2003年（平成15年）に建設され、毎年4月から11月にかけて営業。指定管理者は公益社団法人上田地域シルバー人材センター[19]。
- 塩田の館（前山554-12） - 上田市の観光施設[20]。姉妹都市である兵庫県豊岡市の「里帰りそば」（皿そば、出石そばを参照）が名物[21]。
- きのこむら深山（-しんざん、前山710-2） - 株式会社深山（法人番号：4100001009877）が経営するキノコ料理のレストラン[22]。秋はマツタケ料理を提供。キノコ栽培工場ではシメジ狩りもできる[23]。普通車30台、大型車25台分の駐車場がある[24]。
- KAITA EPITAPH 残照館（旧・信濃デッサン館、前山300） - 美術館[25]。
- 塩野神社（前山字塩野1681）[26] - 西前山の塩野川扇状地扇頂に位置する。式内社。祭神は素佐之男命、大己貴命、少彦名命。武田信玄や真田昌幸、真田信之といった武将から信仰篤く、また水神としても知られる。もとは独鈷山山頂付近にある巨岩「鷲岩」に祀られており、人里に近い場所にある当社はその遥拝所であったところに本殿を移したと伝わる。現在の社殿は江戸時代の建築で、上田市指定文化財（建造物、前山塩野神社拝殿及び本殿）。拝殿は2階建ての楼門造となっており、長野県内の神社建築としては珍しい[27][28][29]。
- 寺院
  - 前山寺（前山300） - 「未完成の完成塔」（三重塔、国の重要文化財）で知られる[30]。
  - 龍光院（前山553） - 塩田流北条氏の菩提寺で、寺紋は北条氏家紋と同じ「三つ鱗」[31]。
  - 中禅寺（前山1721） - 中部地方最古の木造による建築物で、本尊などが国の重要文化財に指定されている[32]。
- 遺跡[33]
  - 甲田遺跡（前山字甲田） - 平安時代の遺跡。
  - 藤の木遺跡（前山字藤の木） - 縄文時代から平安時代にかけての遺跡。
  - 下城戸遺跡（前山字下城戸） - 縄文時代から平安時代にかけての遺跡。
  - 検田見遺跡（前山字検田見） - 縄文時代から平安時代にかけての遺跡。
  - 道成遺跡（前山字道成） - 縄文時代から平安時代にかけての遺跡。
  - 箱田遺跡（前山字箱田） - 弥生時代から平安時代にかけての遺跡。
  - 上神戸遺跡（前山字上神戸） - 縄文時代から平安時代にかけての遺跡。
  - 立町遺跡（前山字立町） - 縄文時代から平安時代にかけての遺跡。
  - 中島遺跡（前山字中島） - 弥生時代・平安時代の遺跡。
  - 上町遺跡（前山字上町） - 縄文時代・平安時代の遺跡。
  - 下原遺跡（前山字下原） - 縄文時代から平安時代にかけての遺跡。
  - 銀杏木遺跡（前山字銀杏木） - 縄文時代から平安時代にかけての遺跡。
  - 入海道遺跡（前山字入海道） - 平安時代の遺跡。
  - 中原遺跡（前山字中原） - 弥生時代から平安時代にかけての遺跡。
  - 宮原遺跡（前山字宮原） - 弥生時代から平安時代にかけての遺跡。
  - 塩野間遺跡（前山字塩野間） - 平安時代の遺跡。
  - 東馬場遺跡（前山字東馬場） - 縄文時代から平安時代にかけての遺跡。
  - 西馬場遺跡（前山字西馬場） - 平安時代の遺跡。
  - 沢山遺跡（前山字沢山） - 縄文時代の遺跡。
- 城跡
  - 塩田城跡（前山字上町中[33]、前山309ほか） - 長野県指定史跡。鎌倉時代に北条義政の居城として築かれ、室町時代に信濃村上氏が移入したのち、戦国時代に武田信玄が奪取。その後、武田氏滅亡により廃城となる[34][35]。
  - 峰小屋城跡（前山字滝沢） - 近世の城跡[33]。

## 防災
- 上田市消防団第16分団の管轄。東前山自治会・西前山自治会はその第三班を担当する[36]。
- 南部の山際は土砂災害警戒区域に指定されており、特に河川・渓流の上流部や、前山寺と塩田の館の間の斜面、龍光院および塩野神社の山手は特別警戒区域に指定されている[37]。
- 洪水時は産川沿いに浸水被害が生じると想定されている[37]。
- 沢山池が決壊した場合、産川沿線に浸水被害が生じると想定されている。川のすぐ近くでは浸水高さが5メートルを超える場所もある。オルガン針の工場敷地北側も浸水高さが2メートルを超える[38]。
- 塩野池が決壊した場合、神戸川と塩野川の間を北流し、産川へと注ぐ。浸水高さが1メートルを超える場所もある[38]。

## その他

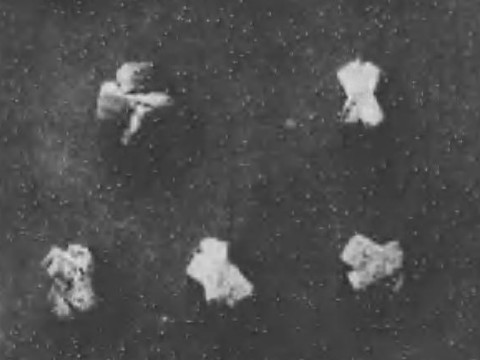
ちがい石（信濃鉱物誌）

- 郵便番号は「386-1436」[2]。7桁化前は「386-14」[7]。管轄郵便局は上田郵便局、集配郵便局は別所郵便局（甲信・東海地方の郵便番号を参照）。
- 上田市立塩田西小学校、上田市立塩田中学校の学区[39]。
- 東前山自治会・西前山自治会におけるごみ収集曜日は、燃やせるごみが火曜日・金曜日、プラマーク付プラスチックおよび燃やせないごみが木曜日[40]。
- 産川には人間の女性に化けた大蛇が寺僧と交わり、子を産んだという伝説がある[41]（小泉小太郎伝説を参照）。
- 独鈷山山頂の寺屋敷は、鎌倉時代の僧で泉親衡の乱を起こした中心人物とされる安念坊が暮らしていた跡だという[42]。
- 東前山の南にそびえる独鈷山支峰・弘法山には、弘法大師こと空海が修行したと伝わる岩屋堂がある。当地では十字の形をした斜長石の結晶が産出し、空海はこれに厄除けの誓いを込めて「誓い石」（違い石）と名付けたという[42]。その産地は当地が日本唯一で、市の天然記念物に指定されている（ちがい石の産地、前山1110、2225-1）[43][44]。

## 出身有名人
- 黒坂黒太郎 - コカリナ演奏者。信州上田観光大使[45]。